# صبي يحمل سيف
صبي يحمل سيف هي لوحة زيتية رسمها إدوارد مانيه في عام 1861، اللوحة حالياً ضمن مقتنيات متحف المتروبوليتان للفنون في نيويورك.